# (397278) Arvidson
Pour les articles homonymes, voir Arvidson.
(397278) Arvidson est un astéroïde de la ceinture principale.

## Description
(397278) Arvidson est un astéroïde de la ceinture principale. Il fut découvert le 14 septembre 2006 à Mauna Kea par Joseph Masiero. Il présente une orbite caractérisée par un demi-grand axe de 2,81 UA, une excentricité de 0,01 et une inclinaison de 0,3° par rapport à l'écliptique.

## Compléments